# Ptinus abbreviatus
Ptinus abbreviatus là một loài bọ cánh cứng trong họ Ptinidae. Loài này được Schrank miêu tả khoa học năm 1798.